# Габискирия, Юрий Важикович
Ю́рий Ва́жикович Габиски́рия (груз. იური ვაჟიკის ძე გაბისკირია; род. 1 сентября 1968, Бакуриани, Самцхе-Джавахети) — грузинский футболист, полузащитник (ранее — нападающий), играл в составе национальной сборной.

## Карьера

### Клубная
Юрий родился в курортном городке Бакуриани, но детство провёл в городе Сенаки, на западе Грузии, где и начал увлекаться футболом. Воспитанник «Динамо» из города Сухуми (тренер — Анатолий Норакидзе). Профессиональную карьеру начал в 1988 году в кутаисском «Торпедо», куда попал по приглашению Резо Дзодзуашвили, провёл в том сезоне 29 матчей, забил четыре мяча и стал, вместе с командой, победителем девятой зоны второй лиги СССР. В следующем сезоне сыграл 41 матч и забил два гола, после чего перешёл в клуб «Цхуми», который в 1990 году участвовал в первом независимом чемпионате Грузии, когда местные клубы вышли из чемпионата СССР. В том сезоне провёл 29 матчей, забил четыре мяча и стал, вместе с командой, финалистом первого независимого розыгрыша Кубка Грузии.
За следующие два сезона 1991 и 1991/92 провёл 51 встречу, забил 11 мячей и стал в сезоне 1991/92, вместе с командой, вице-чемпионом Грузии и во второй раз в карьере финалистом Кубка страны. В сезоне 1992/93 сыграл 31 матч и забил 11 голов, после чего в связи с нестабильной ситуацией в стране покинул Грузию и перешёл в украинский клуб «Темп» из Шепетовки. В сезоне 1993/94 сыграл 30 матчей, в которых забил четыре гола, в чемпионате Украины и четыре встречи в кубке страны. В следующем сезоне провёл 23 встречи, в которых забил четыре мяча, в чемпионате и две игры в кубке. В межсезонье 1995 года, после вылета «Темпа» из высшей лиги, должен был быть заявлен в составе львовских «Карпат», но в последний момент решил попробовать свои силы в донецком «Шахтёре», сыграл один матч в чемпионате 25 июля против тернопольской «Нивы», но в итоге клубу не подошёл и вернулся в «Темп», за который в том розыгрыше провёл семь встреч, после чего, в сентябре, пополнил ряды криворожского «Кривбасса», в котором, однако, надолго не задержался, сыграл шесть матчей, после чего покинул клуб.
В начале 1996 года переехал в Россию, где дебютировал в местной высшей лиге в составе клуба «КАМАЗ-Чаллы». За команду из Набережных Челнов выступал до мая, сыграл семь матчей в чемпионате и один в Кубке России, после чего покинул клуб, перейдя в «Черноморец-д» из Новороссийска, где находился до августа 1997 года, проведя за это время всего одну встречу. Затем с августа выступал за «Кубань» из Славянска-на-Кубани, сыграл в том году восемь матчей, забил два гола и стал, вместе с командой, победителем второй зоны третьей лиги России. Сезон 1998 года также провёл в Славянске, сыграл 24 встречи, в которых забил 12 мячей, в лиге и одну игру в кубке.
В начале 1999 года пополнил ряды «Кубани» из Краснодара, за которую в том сезоне провёл 33 матча, забил 18 голов, благодаря чему стал лучшим бомбардиром клуба в сезоне, и вместе с командой стал победителем розыгрыша в южной зоне второго дивизиона, сыграл и в обоих матчах финальной серии за право выхода в первую лигу против тольяттинской «Лады», где по сумме двух встреч «Кубань» уступила. Кроме того, сыграл за «Кубань» в том году две встречи в Кубке России.
В 2000 году переехал в Израиль, где выступал до конца года за клуб «Бней Сахнин» из Сахнина, после чего вернулся в Россию, где пополнил состав нальчикского «Спартака», за который провёл в том сезоне 15 матчей в лиге и одну встречу в кубке страны.
По завершении в России сезона 2001 года вернулся на родину, где продолжил карьеру в клубе «Сиони» из города Болниси. В сезоне 2001/02 сыграл 14 матчей и забил два мяча. В следующем розыгрыше провёл 30 встреч, забил шесть голов и стал, вместе с командой, в третий раз в карьере финалистом Кубка Грузии. В сезоне 2003/04, последнем в составе «Сиони», сыграл 32 матча, забил девять мячей в ворота соперников и стал, вместе с командой, бронзовым призёром чемпионата страны.
Следующие два года провёл в составе клуба «Боржоми» из одноимённого города, сыграл в сезонах 2004/05 и 2005/06, соответственно, 30 (забил 8 голов) и 25 (забил 5 голов) матчей, после чего покинул клуб, и пополнил состав команды «Амери» из Тбилиси, где в свой последний профессиональный сезон 2006/07 вышел на поле шесть раз и стал, вместе с командой, во второй и последний раз в карьере бронзовым призёром чемпионата страны и единственный раз обладателем Кубка Грузии. Кроме того, играл за «Амери» в матчах первого квалификационного раунда Кубка УЕФА против армянского клуба «Бананц».

### В сборной
В составе главной национальной сборной Грузии провёл один матч. 25 мая 1993 года он появился на поле в товарищеском матче против сборной Азербайджана на 66-й минуте, заменив Василия Сепашвили. Игра закончилась поражением грузинской команды со счётом 0:1. В 1994 и 1995 годах Юрий ещё дважды получал приглашения в сборную, но из-за травмы не смог приехать.
| Матчи и голы Юрия Габискирии за сборную Грузии | Матчи и голы Юрия Габискирии за сборную Грузии | Матчи и голы Юрия Габискирии за сборную Грузии | Матчи и голы Юрия Габискирии за сборную Грузии | Матчи и голы Юрия Габискирии за сборную Грузии | Матчи и голы Юрия Габискирии за сборную Грузии | Матчи и голы Юрия Габискирии за сборную Грузии |
| №                                              | Дата                                           | Место проведения                               | Соперник                                       | Счёт                                           | Голы                                           | Соревнование                                   |
| ---------------------------------------------- | ---------------------------------------------- | ---------------------------------------------- | ---------------------------------------------- | ---------------------------------------------- | ---------------------------------------------- | ---------------------------------------------- |
| 1                                              | 25 мая 1993                                    | Гянджа                                         | Азербайджан                                    | 0:1                                            | -                                              | Товарищеский матч                              |

Итого: 1 матч / 0 голов; 0 побед, 0 ничьих, 1 поражение.

## Достижения

### Командные
«Цхуми»
- Серебряный призёр чемпионата Грузии: 1991/92.
- Финалист Кубка Грузии (2): 1990, 1991/92.

«Сиони»
- Бронзовый призёр чемпионата Грузии: 2003/04.
- Финалист Кубка Грузии: 2002/03.

«Амери»
- Бронзовый призёр чемпионата Грузии: 2006/07.
- Обладатель Кубка Грузии: 2006/07.

## Личная жизнь
Старший брат Юрия — Лери — бывший футболист. В настоящее время является тренером-селекционером грузинского клуба «Гагра» из одноимённого города. Юрий женат. Семейная пара воспитывает сына Николоза.

## Статистика выступлений
| Команда                        | Сезон            | Чемпионат        | Чемпионат | Чемпионат | Кубок | Кубок | Еврокубки | Еврокубки | Прочее | Прочее | Итого | Итого |
| Команда                        | Сезон            | Уров.            | Игры      | Голы      | Игры  | Голы  | Игры      | Голы      | Игры   | Голы   | Игры  | Голы  |
| ------------------------------ | ---------------- | ---------------- | --------- | --------- | ----- | ----- | --------- | --------- | ------ | ------ | ----- | ----- |
| Торпедо (Кутаиси)              | 1988             | III              | 29        | 4         | 0     | 0     | 0         | 0         | 0      | 0      | 29    | 4     |
| Торпедо (Кутаиси)              | 1989             | II               | 41        | 2         | 0     | 0     | 0         | 0         | 0      | 0      | 41    | 2     |
| Торпедо (Кутаиси)              | Итого            | Итого            | 70        | 6         | 0     | 0     | 0         | 0         | 0      | 0      | 70    | 6     |
| Цхуми                          | 1990             | I                | 29        | 4         | 0*    | 0*    | 0         | 0         | 0      | 0      | 29*   | 4*    |
| Цхуми                          | 1991             | I                | 18        | 4         | 0     | 0     | 0         | 0         | 0      | 0      | 18    | 4     |
| Цхуми                          | 1991/92          | I                | 33        | 7         | 0     | 0     | 0         | 0         | 0      | 0      | 33    | 7     |
| Цхуми                          | 1992/93          | I                | 31        | 11        | 0*    | 0*    | 0         | 0         | 0      | 0      | 31*   | 11*   |
| Цхуми                          | Итого            | Итого            | 111       | 26        | 0*    | 0*    | 0         | 0         | 0      | 0      | 111*  | 24*   |
| Темп (Шепетовка)               | 1993/94          | I                | 30        | 4         | 4     | 0     | 0         | 0         | 0      | 0      | 34    | 4     |
| Темп (Шепетовка)               | 1994/95          | I                | 23        | 4         | 2     | 0     | 0         | 0         | 0      | 0      | 25    | 4     |
| Темп (Шепетовка)               | Итого            | Итого            | 53        | 8         | 6     | 0     | 0         | 0         | 0      | 0      | 59    | 8     |
| Шахтёр (Донецк)                | 1995/96          | I                | 1         | 0         | 0     | 0     | 0         | 0         | 0      | 0      | 1     | 0     |
| Темп (Шепетовка)               | 1995/96          | I                | 7         | 0         | 0     | 0     | 0         | 0         | 0      | 0      | 7     | 0     |
| Кривбасс (Кривой Рог)          | 1995/96          | I                | 6         | 0         | 0     | 0     | 0         | 0         | 0      | 0      | 6     | 0     |
| КАМАЗ-Чаллы (Набережные Челны) | 1996             | I                | 7         | 0         | 1     | 0     | 0         | 0         | 0      | 0      | 8     | 0     |
| Черноморец-д (Новороссийск)    | 1996             | IV               | 1         | 0         | 0     | 0     | 0         | 0         | 0      | 0      | 1     | 0     |
| Кубань (Славянск-на-Кубани)    | 1997             | IV               | 8         | 2         | 0     | 0     | 0         | 0         | 0      | 0      | 8     | 2     |
| Кубань (Славянск-на-Кубани)    | 1998             | III              | 24        | 12        | 1     | 0     | 0         | 0         | 0      | 0      | 25    | 12    |
| Кубань (Славянск-на-Кубани)    | Итого            | Итого            | 32        | 14        | 1     | 0     | 0         | 0         | 0      | 0      | 33    | 14    |
| Кубань (Краснодар)             | 1999             | III              | 33        | 18        | 2     | 0     | 0         | 0         | 2      | 0      | 37    | 18    |
| Бней Сахнин                    | 1999/00          | II               | ?         | ?         | 0     | 0     | 0         | 0         | 0      | 0      | ?     | ?     |
| Спартак (Нальчик)              | 2001             | II               | 15        | 0         | 1     | 0     | 0         | 0         | 0      | 0      | 16    | 0     |
| Сиони (Болниси)                | 2001/02          | I                | 14        | 2         | 0     | 0     | 0         | 0         | 0      | 0      | 14    | 2     |
| Сиони (Болниси)                | 2002/03          | I                | 30        | 6         | 0*    | 0*    | 0         | 0         | 0      | 0      | 30*   | 6*    |
| Сиони (Болниси)                | 2003/04          | I                | 32        | 9         | 0     | 0     | 0         | 0         | 0      | 0      | 32    | 9     |
| Сиони (Болниси)                | Итого            | Итого            | 76        | 17        | 0*    | 0*    | 0         | 0         | 0      | 0      | 76*   | 17*   |
| Боржоми                        | 2004/05          | II               | 30        | 8         | 0     | 0     | 0         | 0         | 0      | 0      | 30    | 8     |
| Боржоми                        | 2005/06          | I                | 25        | 5         | 0     | 0     | 0         | 0         | 0      | 0      | 25    | 5     |
| Боржоми                        | Итого            | Итого            | 55        | 13        | 0     | 0     | 0         | 0         | 0      | 0      | 55    | 13    |
| Амери (Тбилиси)                | 2006/07          | I                | 6         | 0         | 0*    | 0*    | 2         | 0         | 0      | 0      | 8*    | 0*    |
| Всего за карьеру               | Всего за карьеру | Всего за карьеру | 473*      | 102*      | 11*   | 0*    | 2         | 0         | 2      | 0      | 488*  | 102*  |

Примечание: знаком * отмечены ячейки, данные в которых неполные в связи с отсутствием протоколов Кубка Грузии, а также данных по израильскому этапу карьеры.
Источники:
- Статистика выступлений взята со спортивного медиа-портала FootballFacts.ru